# お気楽探偵アトレヤ
『お気楽探偵アトレヤ』（おきらくたんていアトレヤ、Agent Sai Srinivasa Athreya）は、2019年に公開されたインドのテルグ語コメディスリラー映画。スワループ・R・S・Jが監督、脚本を務め、主要キャストにはナヴィーン・ポリシェッティ、シュルティ・シャルマが起用された。
2019年6月21日に公開され、批評家から肯定的な評価を得た。また、興行的にも成功を収め、2019年公開のテルグ語映画で最も収益を上げた映画の一つとなった。

## ストーリー
大学生のアトレヤは夜中に母の急死を知り故郷ネルールに向かうが、到着した時には母の遺体は叔父によって火葬されていた。3年後、アトレヤはネルールで探偵家業を営んでいた。ある日、友人のシリーシュからヴェンカタチャラムで身元不明の遺体を発見したことを聞かされ現場に向かうが、そこで警察に容疑者として逮捕されてしまう。アトレヤは留置所の中でマルティ・ラオに出会い、彼の娘ディヴィヤがオンゴーレで強姦・殺害されたことを聞かされる。釈放されたアトレヤはディヴィヤを殺害した犯人を捜すため、助手のスネーハと共にマルティ・ラオから聞き出した3人の人物（アジャイ、ハルシャ、ヴァスダ）の調査を始める。アジャイとハルシャの所在をつかんだアトレヤとスネーハは2人を尾行し、その途中でアトレヤは死んだはずのディヴィヤに出会うが、彼女はマルティ・ラオの娘ではなく名前も異なっていた。アトレヤはマルティ・ラオに確認を取ろうとするが、警察からは「マルティ・ラオという人物は収監されていない」と返答される。その後、アジャイが殺害され、彼を尾行していたアトレヤが容疑者として逮捕される。アトレヤは続けて殺害されたハルシャ殺害の容疑もかけられるが、犯行日にマルティ・ラオと面会するために訪れたヴェンカタチャラムの刑務所を訪れていたことが立証されたため保釈される。
アトレヤとスネーハはハルシャの自宅で手がかりを集めるが、そこで命を狙われる。その後、協力者のヴァムシ警部補から行方不明だったヴァスダが殺害されたことを知らされる。殺害現場に到着したアトレヤは自分を尾行するボビーを拘束して事情を聞こうとするが、彼はアトレヤと同じ探偵で、アトレヤが事件に関わっているという情報を得て尾行していたことが判明する。自分たちが何者かに利用されていることを知ったアトレヤはボビーと協力して捜査を始め、カキナダ＝タダ間の線路上に身元不明の遺体が数多く発見されていることから、貨物列車から遺体が投げ捨てられていると推理する。彼は遺体がタミル・ナードゥ州アランバッカムから運び込まれていると考え、同地に向かう。アトレヤたちは同地で「マルティ・ラオ」ことゴーパーラムを発見し、彼から事件の全容を聞き出す。ゴーパーラムはある人物から依頼され、「聖地ヴァーラーナシーで遺体を火葬する」と告げて遺族から遺体を引き取り、貨物列車に遺体を積み込み線路上に投げ捨てていた。同時に、ゴーパーラムに依頼していた人物が遺体から指紋を手に入れ犯罪に利用していたことも判明する。一方、アトレヤはゴーパーラムの話を聞き叔父に連絡を取り、母の遺体も同じように捨てられていたことを知る。
捜査を進める中で遺体の遺棄にNGO団体が関わっていること、アジャイ、ハルシャ、ヴァスダが大学の同期でインドの宗教犯罪を研究していたことが判明する。大学で入手した写真を確認したアトレヤは、ヴァスダの遺体にあった刺青が写真に写っているヴァスダにはないことに気付き、事件の犯人がヴァスダであることが明らかになる。ヴァスダは父と共に犯罪に手を染めており、それに気付いたアジャイとハルシャを殺害し、アトレヤに罪を着せて殺害しようと画策していた。アトレヤたちはヴァスダの拠点であるNGO団体事務所に向かったが、ヴァスダたちは逃亡した後だった。アトレヤは現場の状況からヴァスダたちがラージャスターン州に逃亡したことに気付き、現地の警察と協力してヴァスダたちの逮捕に成功する。

## キャスト
- サイ・シュリーニワーサ・アトレヤ（シーヌ） - ナヴィーン・ポリシェッティ
- スネーハ - シュルティ・シャルマ（英語版）
- ヴァスダ - シュレダ・ラジャゴパラン
- ヴァスダの父 - アパジ・アンバリーシャ・ダルバ
- バーラ・ヴェンカタ・スブラーマニヤ・スワミ（ボビー） - スハース（英語版）
- ヴァムシ警部補 - ラームダット
- ゴーパーラム - クリシュネスワーラー・ラーオ（英語版）
- バーガーCI - ヴィシュワナート
- シリーシュ - チャナキヤ・テージャス
- 公共事業局職員 - クランティ・プリヤーム
- アジャイ - サンディープ・ラージ
- アジャイの妻 - ラヴァニヤ
- ハルシャ - ヴィヌ・ヴァルマ
- ハルシャの妻 - マヒージャ

## 製作
ナヴィーン・ポリシェッティによると、映画化に適した脚本を探している時にFacebookを通してスワループ・R・S・Jから連絡があり、彼から映画のタイトルと主人公について話を聞いたという。話を聞き終わったナヴィーンは、脚本の最終版を採用することを条件に映画出演を承諾した。2人はハイデラバードで合流し、8か月間かけて共同で脚本を執筆した。スワループは2016年から脚本を書き始め、その後1か月間かけて50本の映画を観て脚本の参考にしている。映画音楽の作曲はマーク・K・ロビン、撮影監督はサニー・クラパティ、プロデューサーはラーフル・ヤーダヴ・ナッカーが務めた。サウンドトラックはロビンが作曲した「Sherlock Holmes」のみで、アヌラーグ・クルカルニーとハリカ・ナラヤンが歌う2つのバージョンがある。

## 公開
2019年6月21日に公開された後、Amazon Prime Videoでも配信が始まった。衛星放送の権利はジェミニTVが取得している。

## 評価

### 批評
『お気楽探偵アトレヤ』は批評家から好意的な評価を得ている。フィルム・コンパニオンは「この10年間で最高のコメディスリラー」と批評し。ザ・タイムズ・オブ・インディアのニーヒタ・ネイヤヤパティは4/5の星を与え、ナヴィーンの演技を高く評価している。ハンズ・インディアは3.5/5の星を与え、前半パートのペースの遅さを批判しつつ、俳優の演技や映画音楽、脚本を高く評価している。デカン・クロニクルは4/5の星を与えて映画を「テルグ版シャーロック・ホームズ」と表現し、俳優の演技と映画音楽、撮影技術を高く評価した。ニュース・ミニッツは3/5の星を与えて映画を「犯罪ドラマ映画の教科書」と表現し、脚本と撮影技術を評価する一方、後半パートにおけるスネーハの「弱体化」したキャラクター描写や編集の粗さなどを批判している。また、批評家の他にK・ラーガヴェンドラ・ラーウやアッル・アルジュン、ヴァルン・テージなどのテルグ語映画業界の著名人からも絶賛されている。

### 受賞・ノミネート
| 映画賞                       | 部門                         | 対象                                            | 結果       | 出典          |
| ---------------------------- | ---------------------------- | ----------------------------------------------- | ---------- | ------------- |
| 映画批評家協会賞             | 作品賞                       | お気楽探偵アトレヤ                              | ノミネート | [ 20 ]        |
| 映画批評家協会賞             | 監督賞                       | スワループ・R・S・J                             | ノミネート | [ 20 ]        |
| 映画批評家協会賞             | 脚本賞                       | スワループ・R・S・J、ナヴィーン・ポリシェッティ | ノミネート | [ 20 ]        |
| 第9回南インド国際映画賞      | 新人監督賞                   | スワループ・R・S・J                             | 受賞       | [ 21 ]        |
| 第9回南インド国際映画賞      | 主演男優賞                   | ナヴィーン・ポリシェッティ                      | ノミネート | [ 21 ]        |
| ジー・シネ・アワード・テルグ | 作品賞（特別賞）             | お気楽探偵アトレヤ                              | 受賞       | [ 22 ] [ 23 ] |
| ジー・シネ・アワード・テルグ | 新人監督賞                   | スワループ・R・S・J                             | 受賞       | [ 22 ] [ 23 ] |
| ジー・シネ・アワード・テルグ | ファインド・オブ・ザ・イヤー | ナヴィーン・ポリシェッティ                      | 受賞       | [ 22 ] [ 23 ] |
| ジー・シネ・アワード・テルグ | 脚本賞                       | スワループ・R・S・J、ナヴィーン・ポリシェッティ | ノミネート | [ 22 ] [ 23 ] |

## 続編構想
映画の成功を受け、『お気楽探偵アトレヤ』の映画シリーズ化（三部作構想）が発表された。また、タミル語映画でリメイクされ、『Agent Kannayiram』のタイトルで製作されている。